# Micrathena sagittata
Micrathena sagittata är en spindelart som först beskrevs av Charles Athanase Walckenaer 1842.  Micrathena sagittata ingår i släktet Micrathena och familjen hjulspindlar. Inga underarter finns listade i Catalogue of Life.